# Devena strigania
Devena strigania är en fjärilsart som beskrevs av George Francis Hampson 1926. Devena strigania ingår i släktet Devena och familjen nattflyn. Inga underarter finns listade i Catalogue of Life.